# Jan Pivec
Jan Pivec, né le 19 mai 1907 à Prague, alors en Autriche-Hongrie – mort le 10 mai 1980 dans la même ville, est un acteur tchécoslovaque,,.

## Filmographie partielle

### Cinéma
- 1936 : Rozkosný príbeh (en) de Vladimír Slavínský (opérette)
- 1937 : Filosofská historie (cs) d’Otakar Vávra
- 1941 : Pantáta Bezoušek (cs) de Jiří Slavíček
- 1941 : Hotel Modrá hvězda (cs) de Martin Frič
- 1943 : Tanečnice (en) de František Čáp
- 1945 : Rozina sebranec (cs) d’Otakar Vávra
- 1947 : Nevíte o bytě? (en) de Borivoj Zeman
- 1949 : Divá Bára (cs) de Vladimír Čech
- 1954 : Jan Hus d’Otakar Vávra
- 1955 : Jan Žižka d’Otakar Vávra
- 1956 : Proti všem (cs) d’Otakar Vávra
- 1968 : Láska jako trám de František Filip
- 1973 : Zločin a trik II. (en) de Petr Schulhoff